# Coleophora srenella
Coleophora srenella é uma espécie de mariposa do gênero Coleophora pertencente à família Coleophoridae.